# Suzanne Cartigny
Suzanne Cartigny est une joueuse néerlandaise de volley-ball née le 30 mai 1990. Elle mesure 1,83 m et joue au poste de centrale. 

## Clubs
| Club        | De        | À         |
| ----------- | --------- | --------- |
| VV Peelpush | 2007-2008 | 2010-2011 |
| VC Weert    | 2011-2012 | 2012-2013 |
| VV Peelpush | 2013-2014 | 2014-2015 |
| VC Weert    | 2015-2016 | 2015-2016 |
| VV Peelpush | 2019-2020 | ...       |

## Palmarès
- Supercoupe des Pays-Bas
  - Vainqueur : 2011, 2012.
- Coupe des Pays-Bas
  - Finaliste : 2014.